# Тиярдович, Иво
Иво Тиярдович (хорв. Ivo Tijardović; 18 сентября 1895, Сплит, — 19 марта 1976, Загреб, СФРЮ) — хорватский композитор, музыкально-общественный деятель и театральный художник, государственный деятель. Председатель Союза композиторов Хорватии (1945—1947).
Мэр города Сплит (15 мая 1942 — сентябрь 1943 года).

## Биография
Учился музыке в Сплите, затем у А. Ишпольда в Вене. В Вене также изучал архитектуру.
Добровольцем участвовал в Первой мировой войне.
В 1922 году окончил драматическую школу Загреба.
Работал художником и дирижёром в Городском театре Сплита (ныне Хорватский национальный театр (Сплит), 1922—1929), руководил его музыкальной частью (1933—1939), затем — художественный руководитель этого театра (1939—1941).
В 1945—1949 годах возглавлял Хорватский национальный театр в Загребе, в 1949—1954 годах — руководитель оркестра Загребской филармонии.

## Творчество
В своём творчестве Иво Тиярдович использовал музыкальный фольклор Адриатического побережья. Наиболее известны его оперетты, в том числе
- «Pierrot Ilo», 1922
- «Маленькая Флорами» («Mala Floramye», 1926),
- «Королева мяча» («Kraljica baluna»), написанная в 1927 году в честь 15-й годовщины со дня основания футбольного клуба Хайдук (Сплит),
- «Сплитская акварель» («Splitski akvarel», 1928),
- «Zapovijed maršala Marmonta», 1929,
- «Брек и Стефек» (Jurek i Štefek, 1931),
- «Доживљаји у Шангају», 1936),
- музыкальная комедия «Екатерина Великая» («Katarina Velika», 1929).

А также оперы
- «Трубы на Адриатике» («Dimnjaci uz Jadran», 1951), посвящённые событиям народно-освободительного движения 1941—1945 годов в Югославии,
- «Марко Поло» (1955),
- «Диоклетиан» (1963).

Среди других музыкальных сочинений
- балет «Партизанское коло» («Partizansko kolo», 1945, Сплит),
- кантата «Плач матери над мёртвым сыном» («Plac majke nad mrtvim sinom», 1964),
- две программные оркестровые увертюры (1956, 1964),
- инструментальные пьесы, хоры, массовые популярные песни,
- музыка для кино

## Политическая деятельность
Антифашист. Член Единого народно-освободительного фронта Югославии, руководящей организации всех антифашистских движений в стране в годы Второй мировой войны. В 1942—1943 годах был мэром Сплита, оккупированного во время Второй мировой войны фашистской Италией, стоял во главе городской подпольной организации антифашистского сопротивления.
Участник Народно-освободительной войны Югославии с 1942 года. В 1943 году покинул город и присоединился к партизанам НОАЮ. До окончания войны являлся членом хорватского парламента, ZAVNOH, председателем Регионального комитета национального освобождения Далмации. В этот период написал музыку к патриотической песне «Marjane, Marjane», которая вскоре стала гимном города Сплит. В 1944 году вернулся к музыкально-театральной деятельности.
Похоронен на загребском кладбище Мирогой.